# Знаменка (Маріїнський округ)
Зна́менка (рос. Знаменка) — присілок у складі Маріїнського округу Кемеровської області, Росія.

## Населення
Населення — 199 осіб (2010; 312 у 2002).
Національний склад (станом на 2002 рік):
- росіяни — 93 %